# More Like Her
«More Like Her» —en español: «Más como ella»— es el título de una canción escrita y grabada por la cantante de música country Miranda Lambert. Fue lanzado en septiembre de 2008 como el cuarto sencillo de su álbum Crazy Ex-Girlfriend, y su octavo en la general individual. Es el primer sencillo del álbum para ser escrita únicamente por Lambert.

## Contenido
«More Like Her» es una balada de amor en la tonalidad de Si mayor respaldado principalmente por una guitarra acústica. En él, el narrador describe los detalles de una mujer cuyo amante regresa a su antigua novia, que le lleva de vuelta a pesar de su engaño. La mujer se da cuenta de que «should've been more like her» (En español: «debería haber sido más como ella») para mantenerlo, pero no podía, porque no lo perdona «I should have never let you lie» (En español: «Yo debería haber nunca dejar que usted miente»).

## Video musical
Un video musical fue lanzado junto con la canción, que fue dirigido por Randee St. Nicholas. En el vídeo, Lambert recibe una pareja de canarios amarillos en una jaula de pájaros que ella lleva por las escaleras. Ella canta en frente de las escaleras y en el ático de su apartamento. A lo largo del video, no son íntimas primeros planos de Lambert interpretando la canción con una guitarra acústica. En el video, varias posiciones de Lambert se muestran a la vez, desapareciendo en una salida para mostrar un lapso en el tiempo. Detrás de ella, las personas se pueden ver movimientos internos de mobiliario en el ático. El vídeo llega a su fin cuando Lambert entra en un ascensor y la puerta se cierra.

## Rendimiento en las listas
Una semana antes de su lanzamiento, «More Like Her» debutó en el número 54 en la lista Billboard Hot Country Songs de Estados Unidos. En su vigésimo segunda semana en las listas, la canción entró en el Top 20 y debutó en el número 99 en la lista Billboard Hot 100 de Estados Unidos. Después de 27 semanas en las listas de country, que alcanzó su punto máximo en el número 17 de marzo de 2009.
| Listas (2008-2009)                 | Mejor posición |
| ---------------------------------- | -------------- |
| Estados Unidos (Billboard Hot 100) | 90             |
| Estados Unidos (Hot Country Songs) | 17             |